# Brookfield (Renfrewshire)
Pour les articles homonymes, voir Brookfield.
Brookfield est un village d'Écosse, situé dans le council area et région de lieutenance du Renfrewshire.
Situé dans le centre du council area, il est un village dortoir pour les villes de Port Glasgow, Paisley et Glasgow.